# Saint-Pierre-la-Noaille
Saint-Pierre-la-Noaille és un municipi francès situat al departament del Loira i a la regió d'Alvèrnia-Roine-Alps. L'any 2007 tenia 357 habitants.

## Demografia

### Població
El 2007 la població de fet de Saint-Pierre-la-Noaille era de 357 persones. Hi havia 132 famílies de les quals 24 eren unipersonals (24 homes vivint sols), 36 parelles sense fills, 52 parelles amb fills i 20 famílies monoparentals amb fills.
La població ha evolucionat segons el següent gràfic:
Habitants censats

### Habitatges
El 2007 hi havia 165 habitatges, 132 eren l'habitatge principal de la família, 27 eren segones residències i 6 estaven desocupats. 160 eren cases i 5 eren apartaments. Dels 132 habitatges principals, 110 estaven ocupats pels seus propietaris, 20 estaven llogats i ocupats pels llogaters i 2 estaven cedits a títol gratuït; 4 tenien dues cambres, 17 en tenien tres, 38 en tenien quatre i 73 en tenien cinc o més. 96 habitatges disposaven pel capbaix d'una plaça de pàrquing. A 44 habitatges hi havia un automòbil i a 84 n'hi havia dos o més.

### Piràmide de població
La piràmide de població per edats i sexe el 2009 era:
| Homes | Edats   | Dones |
| ----- | ------- | ----- |
| 0     | 95 o +  | 0     |
| 0     | 90 a 94 | 0     |
| 0     | 85 a 89 | 0     |
| 0     | 80 a 84 | 8     |
| 4     | 75 a 79 | 0     |
| 0     | 70 a 74 | 8     |
| 12    | 65 a 69 | 4     |
| 4     | 60 a 64 | 12    |
| 8     | 55 a 59 | 0     |
| 20    | 50 a 54 | 4     |
| 16    | 45 a 49 | 28    |
| 20    | 40 a 44 | 12    |
| 12    | 35 a 39 | 8     |
| 8     | 30 a 34 | 0     |
| 8     | 25 a 29 | 8     |
| 12    | 20 a 24 | 12    |
| 16    | 15 a 19 | 12    |
| 4     | 10 a 14 | 12    |
| 12    | 5 a 9   | 16    |
| 4     | 0 a 4   | 0     |

## Economia
El 2007 la població en edat de treballar era de 236 persones, 180 eren actives i 56 eren inactives. De les 180 persones actives 170 estaven ocupades (97 homes i 73 dones) i 10 estaven aturades (4 homes i 6 dones). De les 56 persones inactives 19 estaven jubilades, 21 estaven estudiant i 16 estaven classificades com a «altres inactius».

### Ingressos
El 2009 a Saint-Pierre-la-Noaille hi havia 131 unitats fiscals que integraven 367 persones, la mediana anual d'ingressos fiscals per persona era de 16.426 €.

### Activitats econòmiques
Dels 14 establiments que hi havia el 2007, 1 era d'una empresa de fabricació d'altres productes industrials, 3 d'empreses de construcció, 3 d'empreses de comerç i reparació d'automòbils, 1 d'una empresa de transport, 1 d'una empresa d'hostatgeria i restauració, 1 d'una empresa financera, 1 d'una empresa de serveis i 3 d'empreses classificades com a «altres activitats de serveis».
Dels 6 establiments de servei als particulars que hi havia el 2009, 1 era un taller de reparació d'automòbils i de material agrícola, 2 guixaires pintors, 1 electricista, 1 perruqueria i 1 restaurant.
L'any 2000 a Saint-Pierre-la-Noaille hi havia 9 explotacions agrícoles que ocupaven un total de 684 hectàrees.

## Poblacions més properes
El següent diagrama mostra les poblacions més properes.